# Stájerország
Stájerország (németül: Steiermark, szlovénül és horvátul: Štajerska, vendül: Štájersko) Ausztria egyik szövetségi tartománya, mely elsősorban fenyvesekkel borított hegyvidékéről, bányáiról és történelmi fővárosáról ismert. A történelmi Stájerország egy része, mintegy harmada ma Alsó-Stájerországként Szlovénia része. 16 391,93 km2-es területével szomszédunk második legnagyobb tartománya, ezzel Ausztria teljes területének mintegy 19,54%-át adja. Illetve közel 1,246 millió fős lakosságával a második legnépesebb tartomány, ezzel szomszédunk népességének 14%-ával rendelkezik, népsűrűsége bőven az országos átlag alatt van.
Nyugatról Salzburg és Karintia, északról Felső-Ausztria és Alsó-Ausztria, keletről Burgenland, délről pedig Szlovénia határolja. Székhelye "a kultúra fővárosának" is nevezett Graz, amely nevezetes UNESCO világörökségi óvárosáról, a Schlossberg Óratoronyról, az Eggenberg-kastélyról, kulináris különlegességeiről és egyetemi városi szerepéről. De nevezetesebb települései közé tartozik az osztrák acél- és bányászati ipar központja, valamint a híres Montanuniversität műszaki egyetemnek otthont adó Leoben, a jelentős ipari város, főként az acélgyártás és a gépipar területén, valamint sportlétesítményeiről is ismert Kapfenberg, a fontos közlekedési és kereskedelmi csomópont Bruck an der Mur, amely történelmi jelentőségű vásárvárosként is ismert, illetve az egykori kereskedelmi központ Judenburg.
Területének nagy részét az Alpok vonulatai borítják, délen pedig dombos borvidékek és termékeny síkságok találhatók. A tartomány fő folyója a Mura, amely északról dél felé haladva szeli át a régiót. Az északi részen magashegységek, például a Hochschwab és a Dachstein vonulatai dominálnak. Délen mediterrán hatás érződik, különösen a borvidékeken és a termálrégiókban. Stájerország gazdag erdőkben, tavakban és természetvédelmi területekben, ami népszerűvé teszi a túrázók és síelők körében.
Történelme a középkorig nyúlik vissza, amikor a terület a Babenberg-ház fennhatósága alá került. 1180-ban önálló hercegséggé vált, majd a Habsburgok uralma alá került, és az Osztrák Hercegség fontos részévé vált. A 16–17. században Graz a Habsburg Birodalom egyik központja volt, és fontos szerepet játszott a törökök elleni védekezésben. A 19. században Stájerország az iparosodás egyik központjává vált, különösen a bányászat és acélgyártás révén. A 20. században a két világháború jelentős károkat okozott, de a tartomány gyorsan újjáépült. Ma Stájerország Ausztria egyik legfejlettebb régiója, amely az ipar, a kultúra és a turizmus terén is kiemelkedő.

## Nevének eredete
Neve a Steyr folyóra vezethető vissza, amely a tartomány északi részén található. A folyó mentén fekvő Steyr városáról kapta nevét a Steyr Őrgrófság, amely később Stájerországgá (németül: Steiermark) fejlődött. A Steyr név valószínűleg kelta eredetű, és a "Stiria" szóból származik, amely a folyóra utalt.

## Földrajza

### Fekvése
Határos északon Alsó-Ausztriával, északnyugaton Felső-Ausztriával, nyugaton Salzburggal, délnyugaton Karintiával, délkeleten Szlovéniával és keleten Burgenlanddal.
A mai Stájerország 3 nagyobb tájegységből áll, ezek:
- Felső-Stájerország (Obersteiermark): Liezen, Murau, Leoben, Murtal és Bruck-Mürzzuschlag járások
- Nyugat-Stájerország (Weststeiermark): Voitsberg, Deutschlandsberg, Leibnitz járások
- Kelet-Stájerország (Oststeiermark): Weiz, Hartberg-Fürstenfeldi és Südoststeiermark járások

### Domborzata
Északon
- Dachstein-csoport (2995 m)
- Totes Gebirge
- Hochschwab-csoport (hosszúra nyúlt hegy a Murától északra)
- Északi Mészkő-Alpok

Középen
- Alacsony-Tauern (Hochgolling: 2862 m, Greim: 2474 m)
- Grazi-medence (mediterrán jelleg, szőlő, füge)

### Folyói
Három jelentős vízfolyása van:
- Enns
- Mura (főfolyó, Szlovéniával határszakasz)
- Rába (Karintia, Burgenland, Magyarország közös folyója)

## Történelme

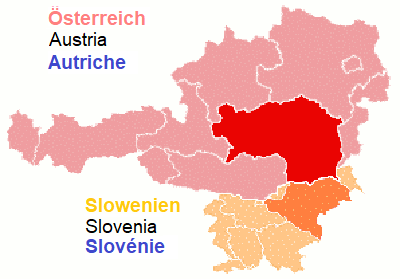
Stájerország felosztása 1919-ben

A honfoglalást követő magyar kalandozások korában a mai Stájerország keleti része a Bécsi-medencével együtt mintegy száz éven át magyar birtok volt abban az értelemben, hogy itt húzódott a gyepűelve, de tartós magyar jelenlét sosem alakult ki (10. század). Ezt követően a tartomány közvetlenül Magyarországgal volt határos. Az uralkodó Babenberg-ház kihalásával (utolsó tagja, Frigyes herceg a magyarok elleni csatában halt meg 1246-ban Bécsújhelynél) 1254–1259 között magyar koronabirtok, helytartói Gutkeled István, Szlavónia hercege, majd István herceg, IV. Béla fia. Ezt II. Ottokár cseh király uralma követte, míg Kun László 1278-ban a második morvamezei csatában hatalomra nem segítette a Habsburgokat, akik ezután a többi osztrák tartománnyal együtt birtokolták.
Stájerország területének 1918-ig része volt még Alsó-Stájerország (Untersteiermark) is, amelyet az első világháború után a győztes antant hatalmak a Saint Germain-i békeszerződéssel a Szerb–Horvát–Szlovén Királysághoz (a későbbi Jugoszláviához) csatoltak. 1941-ben a náci Németország annektálta, és a stájer tartományi területeket ismét egyesítette. Alsó-Stájerország 1945-től ismét Jugoszlávia, annak szétesése után, 1991-től pedig Szlovénia része.

## Közigazgatása
Fővárosa, Graz önálló tartományi város.

### Járások
A tartomány a 2015-ös stájer közigazgatási reform óta 12 járásra oszlik.
- Bruck-Mürzzuschlag (Bruck an der Mur és Mürzzuschlag volt kerületekből, 2013) Autójel: BM (MZ)
- Deutschlandsberg Autójel: DL
- Délkelet-Stájerország (Südoststeiermark, Feldbach és Radkersburg volt kerületekből, 2013) Autójel: SO (FB, RA)
- Graz-környék Autójel: GU
- Hartberg-Fürstenfeld (Hartberg és Fürstenfeld volt kerületekből, 2013) Autójel: HF (FF, HB)
- Leibnitz Autójel: LB
- Leoben Autójel: LE és LN
- Liezen Autójel: LI (BA)
  - Gröbming Autójel: GB alkerületekkel
- Mura-völgy (Murtal, Judenburg és Knittelfeld volt kerületekből, 2012) Autójel: MT (JU, KF)
- Murau Autójel: MU
- Voitsberg Autójel: VO
- Weiz Autójel: WZ

## Tartományi ünnepek
- Szent József márc. 19. (Hl. Josef, Festtag des Landespatrons), azonos Karintia, Tirol és Vorarlberg védőszentjével

## Gazdaság
Ausztria erdőkben leggazdagabb vidéke, szinte egybefüggő erdőség. A fakitermelés központja: az erdőknek több mint fele fenyő.
Stájerország a vadászok és a turisták paradicsomaként is ismert.
A hegyvidéki tájakon állattartásra rendezkedtek be, de jelentős a bortermelés is.
Hegyei természeti kincsekben gazdagok. Jellemző ipari ágazatai a vas- és barnaszénbányászat, az üveggyártás, a papír-, a dohány-, a szesz-, a sör- és a szövőipar.

## Turizmus

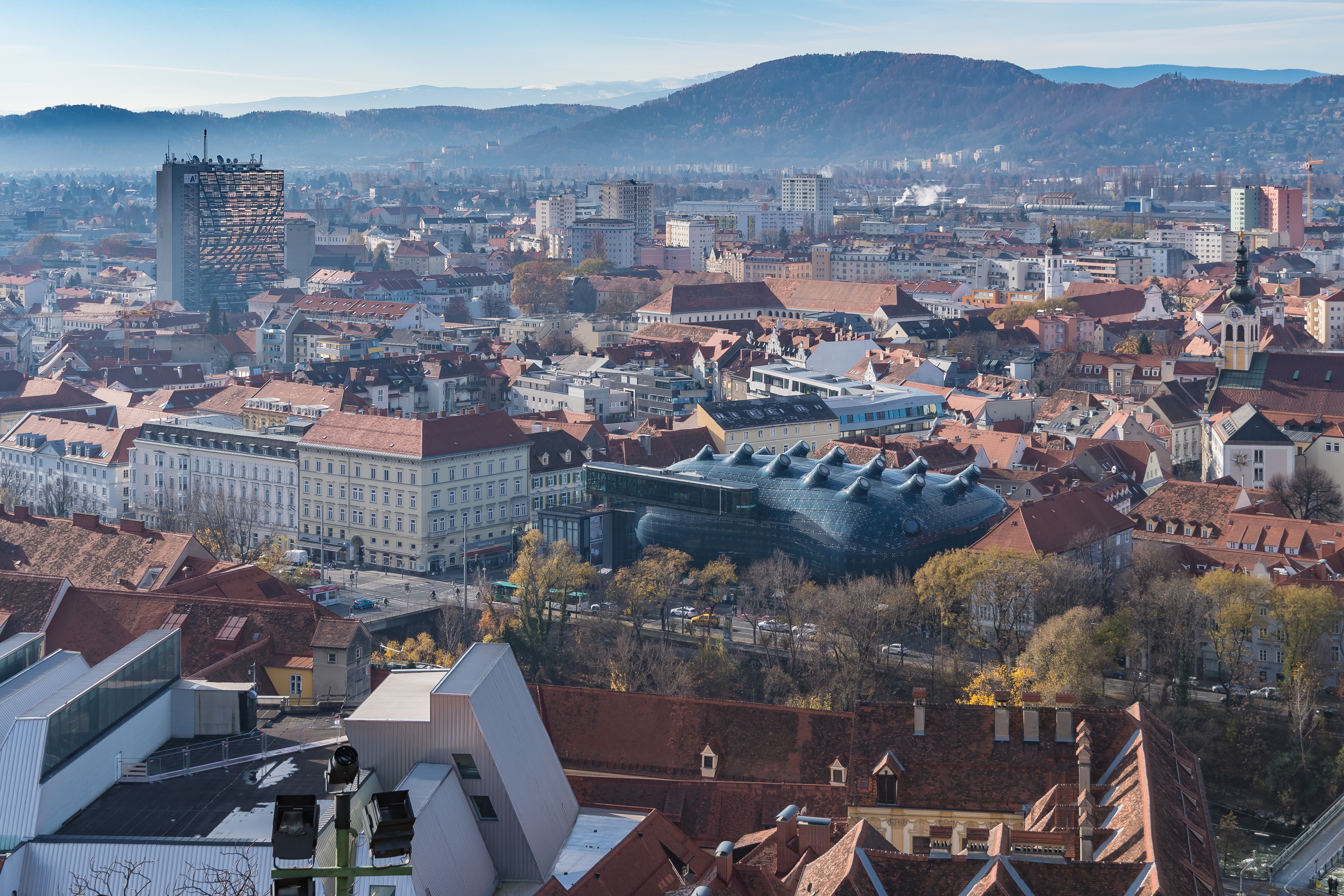
Graz, a székhely
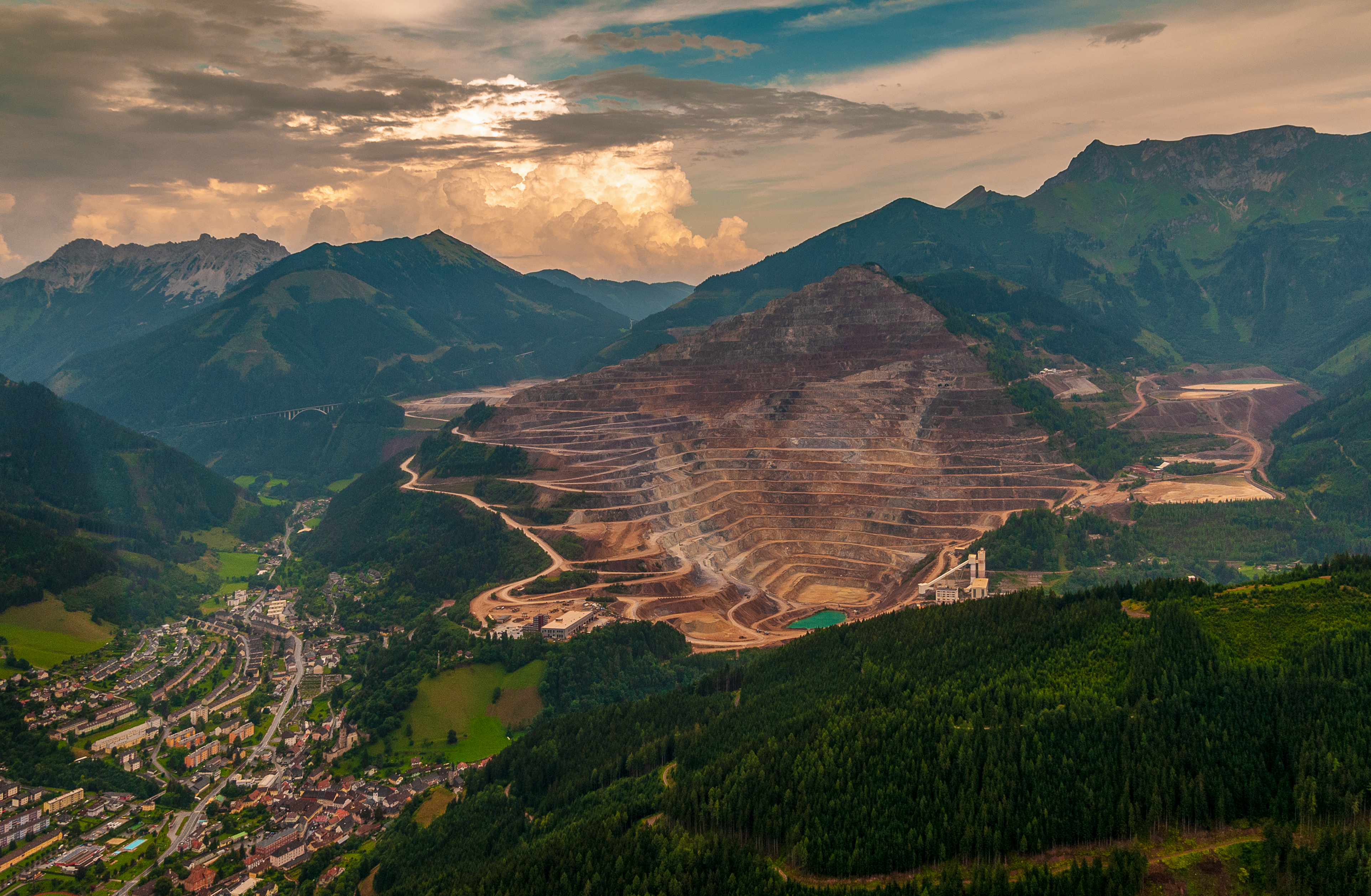
Erzberg bányája
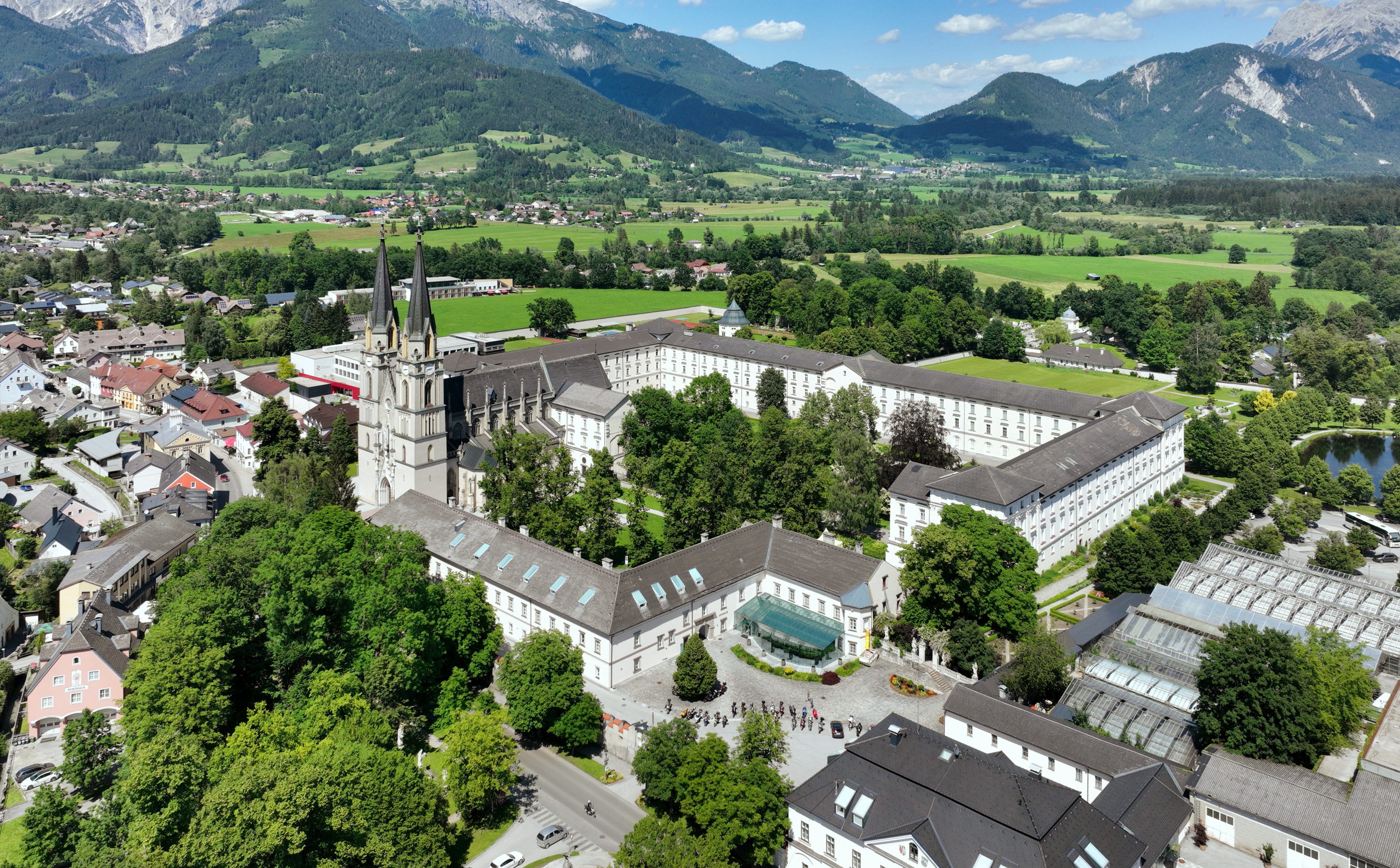
Az admonti bencés kolostor
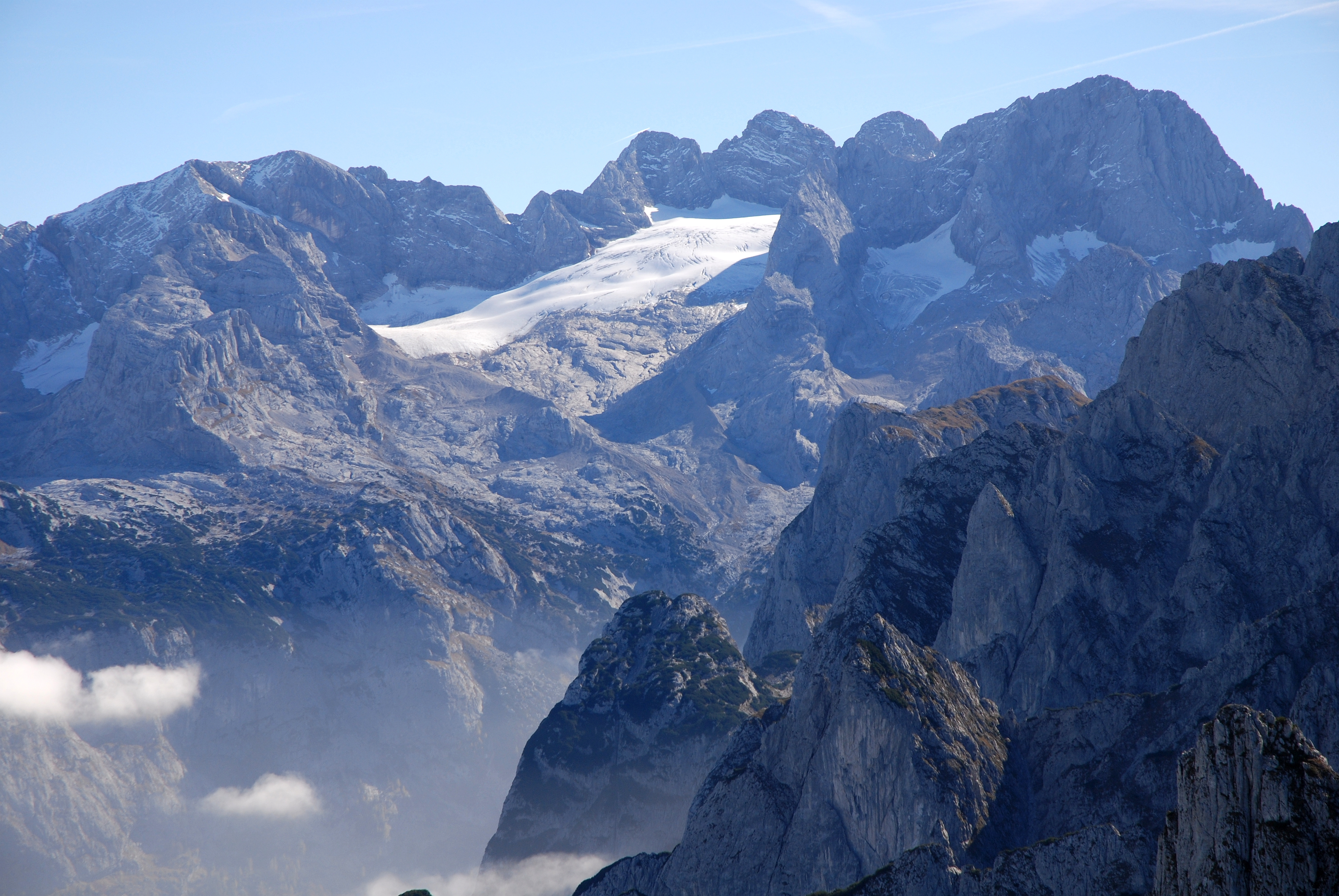
Dachstein, a tartomány legmagasabb hegysége
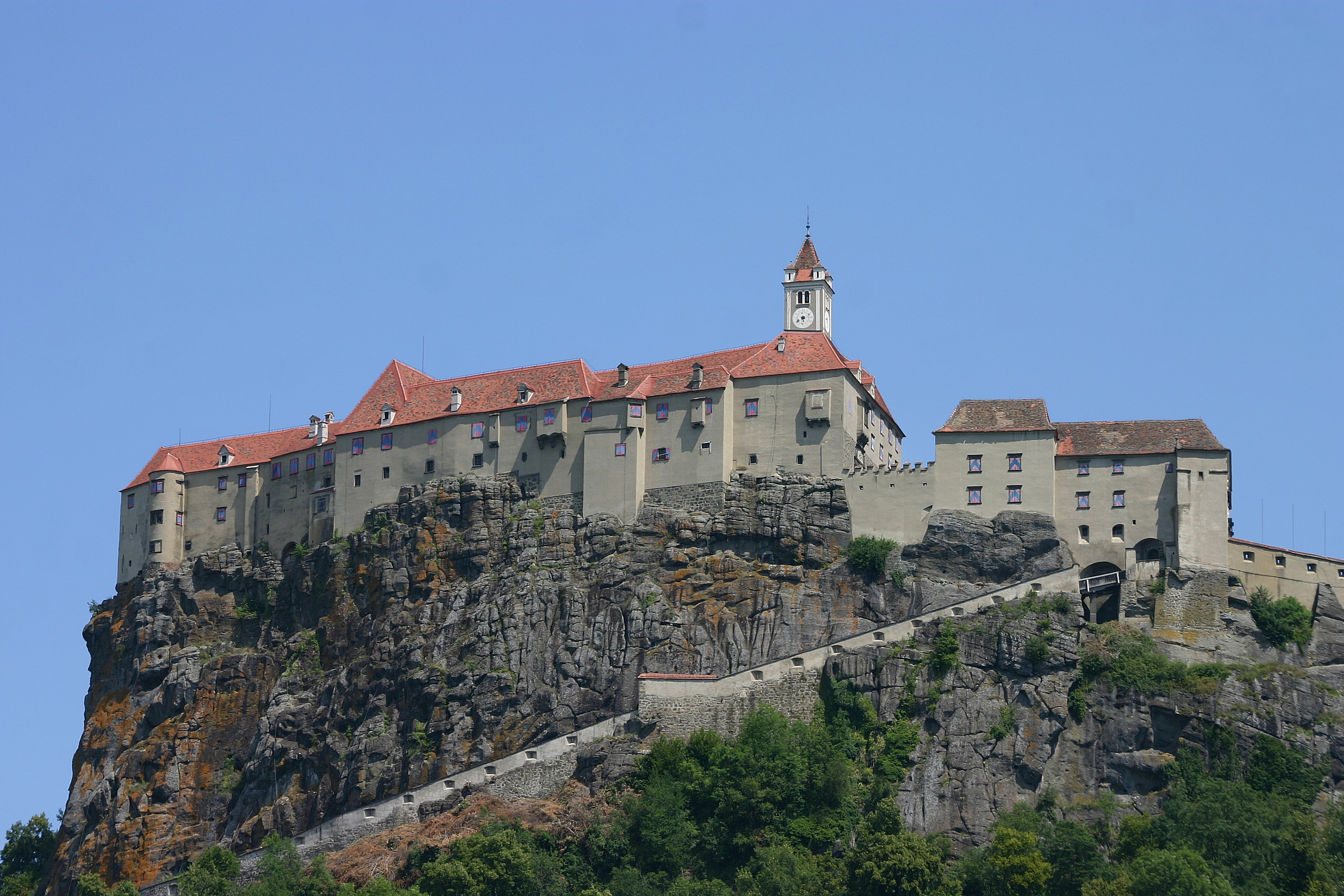
Riegersburg vára közel a burgenlandi határhoz